# Хамсара
Хамсара́, Хам-Сыра́ — река в республике Тыва, правый приток реки Большой Енисей.
Вытекает из озера Алды-Дээрлиг-Холь. Длина реки — 325 км. Площадь водосборного бассейна — 19 400 км². Среднегодовой расход воды — 92,2 м³/с (у посёлка Хам-Сыра). Питание снеговое и дождевое. Протекает главным образом в пределах Тоджинской котловины. Замерзает в 1-й декаде ноября, вскрывается в начале мая. В бассейне реки более 2,5 тысяч озёр.

## Этимология
Название реки восходит тувинским словам: Хам — «шаман» и сыра «засохшее от старости хвойное дерево», буквально — Шаман-Дерево (название рек, поселка).

## Фауна
В бассейне Хамсары и Большого Енисея водятся налимы, сиги, окуни, щуки, ельцы, ленки, хариусы и таймени.

## Данные водного реестра
По данным государственного водного реестра России относится к Енисейскому бассейновому округу, водохозяйственный участок реки — Большой Енисей, речной подбассейн реки — Большой Енисей. Речной бассейн реки — Енисей.
Код объекта в государственном водном реестре — 17010100112116100001420.
| Крупные притоки (км от устья) - 10 км: река Чаваш (пр) - 58 км: река Кадыр-Оос (пр) - 112 км: река Кижи-Хем (пр) - 155 км: река Бедий (пр) - 248 км: река Дотот (пр) | Впадают озёра - Арга-Холь - Борзу-Холь - Кын-Холь - Урюн-Холь | Протекает через озёра - Алды-Дээрлиг-Холь - Устю-Дээрлиг-Холь |